# Lord wielki konstabl
Lord wielki konstabl (ang. Lord High Constable) – siódmy urzędnik w kolejności hierarchii wielkich urzędników państwowych. W średniowieczu dowodził armią i przewodniczył sądom. Od 1521 jest powoływany tylko dla potrzeb koronacji.

## Lista lordów wielkich konstablów
- 1139–1143: Miles de Gloucester, 1. hrabia Hereford
- 1143–1155: Roger FitzMiles, 2. hrabia Hereford
- 1155–1159: Walter de Gloucester, 3. hrabia Hereford
- 1159–1164: Henry de Gloucester
- 1164–1176: Humphrey de Bohun
- 1176–1220: Humphrey de Bohun, 1. hrabia Hereford
- 1220–1275: Humphrey de Bohun, 2. hrabia Hereford
- 1275–1298: Humphrey de Bohun, 3. hrabia Hereford
- 1298–1321: Humphrey de Bohun, 4. hrabia Hereford
- 1321–1335: John de Bohun, 5. hrabia Hereford
- 1335–1361: Humphrey de Bohun, 6. hrabia Hereford
- 1361–1372: Humphrey de Bohun, 7. hrabia Hereford
- 1372–1397: Tomasz Woodstock, 1. książę Gloucester
- 1397–1399: Humphrey Plantagnet, 2. hrabia Buckingham
- 1399–1403: Edmund Stafford, 5. hrabia Stafford
- 1403–1460: Humphrey Stafford, 1. książę Buckingham
- 1460–1483: Henry Stafford, 2. książę Buckingham
- 1483–1485: Tomasz Stanley, 2. baron Stanley
- 1485–1521: Edward Stafford, 3. książę Buckingham

## Lordowie wielcy konstable podczas koronacji
- 1547: Henry Grey, 3. markiz Dorset
- 1553: Henry FitzAlan, 19. hrabia Arundel
- 1559: Henry FitzAlan, 19. hrabia Arundel
- 1603: Edward Somerset, 4. hrabia Worcester
- 1626: George Villiers, 1. książę Buckingham
- 1661: Algernon Percy, 10. hrabia Northumberland
- 1685: Henry FitzRoy, 1. książę Grafton
- 1689: James Butler, 2. książę Ormonde
- 1702: Wriothesley Russell, 2. książę Bedford
- 1714: John Montagu, 2. książę Montagu
- 1727: Charles Lennox, 2. książę Richmond
- 1761: John Russell, 4. książę Bedford
- 1821: Arthur Wellesley, 1. książę Wellington
- 1831: Arthur Wellesley, 1. książę Wellington
- 1838: Arthur Wellesley, 1. książę Wellington
- 1902: Alexander Duff, 1. książę Fife
- 1911: Alexander Duff, 1. książę Fife
- 1937: Robert Crewe-Milnes, 1. markiz Crewe
- 1953: Alan Brooke
- 2023: admirał sir Tony Radakin